# 야나기소노 료타
야나기소노 료타(일본어: 柳園 良太, 1996년 4월 12일~)는 일본의 축구 선수이다.

## 구단 경력
그는 2021년 J3리그의 YSCC 요코하마에 입단했다.